# Сражение при Салатах
Сражение при Салатах (швед. Slaget vid Saladen) — сражение, произошедшее 18 (29) марта 1703  года (19 марта по шведскому стилю) в ходе Северной войны между польско-литовско-русским корпусом под командованием гетмана великого Литовского, старосты Жмудского Григория Антония Огинского и шведским корпусом Адама Людвига Левенгаупта. Закончилось полным поражением союзных войск.

## Предыстория
После взятия осенью 1702 года Нотебурга Пётр I в кампании 1703 года планировал захватить и укрепить побережье Невы. Для этого он собрал войско численностью в несколько десятков тысяч человек. Препятствовали Петру небольшие шведские силы, разбросанные по гарнизонам, и корпус генерала А. Крониорта численностью около 4000 солдат. Для отвлечения противника от основных целей своей операции царь приказал предпринять вылазки в Курляндии. С окончанием зимы он выдвинул туда 2 стрелецких полка и смоленских дворян числом свыше 2000 человек, которые соединились с литовским корпусом (более 3000 солдат) Августа II. Совместно союзники уничтожили несколько шведских армейских складов и фуражирных команд. Обеспокоенные шведы вынуждены были выслать против них сводный отряд генерала Левенгаупта.

## Ход сражения
Противники встретились у литовского местечка Салаты (современный Салочай на реке Муше, в 65 км к югу от Елгавы). Готовясь к сражению, союзники построили укрепления, где засели пехотинцы. Им предписывалось задержать врага, которого потом должна была добить кавалерия.
Левенгаупт начал с того, что отдал своим войскам приказ атаковать. Когда шведы приблизились примерно на 400 шагов от союзной линии, начался артиллерийский обстрел, но он причинил лишь незначительный ущерб. Затем шведская линия продвинулась до 100 шагов от линии противника. Затем левое крыло союзников атаковало крыло Левенгаупта, но было отбито. Затем союзное правое крыло атаковало шведское левое крыло, но потерпело поражение. Тем временем шведский центр двинулся против русской пехоты, ведя залп за залпом из мушкетов. Установленные препятствия были пройдены, и русские были отброшены назад. Шведская пехота использовала пики во время ожесточенной схватки. Это привело к тому, что русские бежали, хотя литовская кавалерия все еще находилась в довольно хорошем состоянии. Левенгаупт не отдавал дальнейшего приказа преследовать врага, опасаясь, что его собственные силы слишком слабы.

## Результаты
Польско-литовско-русские войска были полностью разгромлены. Они потеряли до 2000 человек убитыми и ранеными. Шведы захватили в сражении одну из богатейших коллекций трофеев: 45 знамён, 1013 различных прапоров и вымпелов, 11 орудий, 33 барабана и многое другое, при этом потеряли в бою всего 44 человека убитыми и 129 ранеными.